# Jerome M. Fernandez
Jerome M. Fernandez (* 8. September 1901; † 27. Februar 1992) war ein indischer römisch-katholischer Geistlicher.
Fernandez wurde an der St. Aloysius School, dem Minor Seminary St. Raphael und dem Major Seminary St. Teresa ausgebildet.
Fernandez wurde am 24. März 1928 zum Priester für das Bistum Quilon geweiht. Papst Pius XI. ernannte ihn am 25. September 1937 zum Bischof von Quilon. Joseph Attipetty, Erzbischof von Verapoly weihte ihn zum Bischof. Mitkonsekratoren waren Ivanios Givergis Thomas Panikervitis, Erzbischof von Trivandrum, und Juan Vicente Araña y Idígoras, Bischof von Vijayapuram. Mit 36 Jahren war er damals der jüngste römisch-katholische Bischof weltweit. Papst Paul VI. nahm am 30. Januar 1978 seinen Rücktritt an.
Fernandez nahm als Konzilsvater an allen vier Sitzungsperioden des Zweiten Vatikanischen Konzils.
Am 27. Januar 1959 gründete er eine Schwesterngemeinschaft, die Missionary Sisters of St. Therese of Infant Jesus, die am 5. Oktober 2022 Päpstlichen Rechtes ist.
Am 24. Februar 2019 wurde in Kerala ein Seligsprechungsverfahren für ihn eingeleitet. Gleichzeitig wurde er zum Diener Gottes erklärt.